# Ministre de l'Intelligence artificielle et de l'Innovation numérique
Le ministre de l'Intelligence artificielle et de l'Innovation numérique est le membre du Cabinet du Canada en charge de la politique scientifique et d'innovation du gouvernement fédéral du Canada, au sein d'Innovation, Sciences et Développement économique Canada.
Le poste est créé en mai 2025, distinctement du poste de ministre de l'Industrie.

## Liste des titulaires
| Titulaire Parti                                                      | Titulaire Parti                                                      | Début                                                                | Fin                                                                  | Cabinet      |
| -------------------------------------------------------------------- | -------------------------------------------------------------------- | -------------------------------------------------------------------- | -------------------------------------------------------------------- | ------------ |
| Ministre de l'Intelligence artificielle et de l'Innovation numérique | Ministre de l'Intelligence artificielle et de l'Innovation numérique | Ministre de l'Intelligence artificielle et de l'Innovation numérique | Ministre de l'Intelligence artificielle et de l'Innovation numérique | 30e (Carney) |
|                                                                      | Evan Solomon Libéral                                                 | 13 mai 2025                                                          | En fonction                                                          | 30e (Carney) |

### Anciens postes

#### Ministre des Sciences (1990-2019)
| Titulaire Intitulé | Titulaire Intitulé | Titulaire Intitulé                                             | Parti                     | Début           | Fin              | Cabinet        |
| ------------------ | ------------------ | -------------------------------------------------------------- | ------------------------- | --------------- | ---------------- | -------------- |
|                    |                    | William Winegard Ministre des Sciences                         | Progressiste-conservateur | 23 février 1990 | 3 janvier 1993   | 24e (Mulroney) |
|                    |                    | Tom Hockin (en) Ministre des Sciences                          | Progressiste-conservateur | 4 janvier 1993  | 24 juin 1993     | 24e (Mulroney) |
|                    |                    | Rob Nicholson Ministre des Sciences                            | Progressiste-conservateur | 25 juin 1993    | 3 novembre 1993  | 25e (Campbell) |
|                    |                    | Gary Goodyear Ministre d'État aux Sciences et à la Technologie | Conservateur              | 30 octobre 2008 | 14 juillet 2013  | 28e (Harper)   |
|                    |                    | Greg Rickford Ministre d'État aux Sciences et à la Technologie | Conservateur              | 15 juillet 2013 | 18 mars 2014     | 28e (Harper)   |
|                    |                    | Ed Holder Ministre d'État aux Sciences et à la Technologie     | Conservateur              | 19 mars 2014    | 4 novembre 2015  | 28e (Harper)   |
|                    |                    | Kirsty Duncan Ministre des Sciences                            | Libéral                   | 4 novembre 2015 | 17 juillet 2018  | 29e (Trudeau)  |
|                    |                    | Kirsty Duncan Ministre des Sciences et des Sports              | Libéral                   | 18 juillet 2018 | 19 novembre 2019 | 29e (Trudeau)  |